# توم هولكينبورج
توم هولكينبورج (Tom Holkenborg) (يُعرف أيضاً بإسمه الحركي جانكي إكس إل (Junkie XL)) مواليد 8 ديسمبر 1967، هو ملحن هولندي بدأ مسيرته الفنية عام 1988.

## الأعمال

### أفلام
- ريزدنت إيفل
- الأنيماتريكس
- إشاعة القرش
- ميجامايند
- كونغ فو باندا 2
- مدغشقر 3: أكثر المطلوبين في أوربا
- نهوض فارس الظلام
- رجل من حديد
- بارانويا
- 300: نهوض إمبراطورية
- الرجل العنكبوت المذهل 2
- مختلفة
- الركض طيلة الليل
- ماكس المجنون: طريق الغضب
- باتمان ضد سوبرمان : فجر العدالة
- ديدبول (فيلم)

### ألعاب فيديو
- ذا نيد فور سبيد
- تيست درايف 5
- نيد فور سبيد: هاي ستاكس
- غران تورزمو 3
- تي دي أوفردرايف: ذا براذرهود أوف سبيد
- نيد فور سبيد: أندرجراوند
- نيد فور سبيد: كاربون
- إله الحرب 2
- نيد فور سبيد: برو ستريت
- فيفا 08
- فيفا 09
- ذي سيمز 3
- ماس إفكت 3

## وصلات خارجية
- الموقع الإلكتروني